# Marcel Lagasse
Pour les articles homonymes, voir Lagasse.
Marcel Lagasse, né à Petit-Lanaye (Belgique) le 1er janvier 1880 et décédé à Liège (Belgique) le 13 février 1974 est un peintre paysagiste liégeois

## Éléments de biographie
Marcel Lagasse est le neuvième enfant d'une famille de dix. Son frère Joseph jouera un rôle déterminant dans sa carrière. Peintre lui aussi, il suit des études de gravure et de peinture tandis que Marcel fréquente la classe de peinture des Beaux-Arts à Liège aux environs de 1906.
Marcel Lagasse et son frère habitent alors Visé, occupant la cure de Robermont et établissant leur atelier sur la place Saint-Pholien dans le quartier d'Outremeuse à Liège. Ils y restaurent des fresques et peintures dans différentes églises, des décors pour le théâtre ainsi que des peintures pour des particuliers.
Notons, au passage, que son frère Joseph fut également un excellent paysagiste. Ses œuvres jalonnent la région de Ferrières et de Liège. Elles ne peuvent qu'étonner et émouvoir les amateurs d'art attachés à leur terroir.
Dès 1932, Marcel Lagasse rencontre des problèmes de santé et décide d'aller se reposer à la campagne. Il établit ses quartiers au Petit Séminaire de Saint-Roch à Ferrières, dans une région qu'il avait bien connue durant sa jeunesse. Marcel Lagasse peut alors s'adonner entièrement à sa passion: la peinture, selon son inspiration et sa fantaisie, à n'importe quel moment de la journée, parfois tôt le matin, ou au coucher du soleil.
En 1939, Marcel Lagasse s'installe à Rouge-Minière, puis à Xhoris au début de la Seconde Guerre mondiale. Il déménage plusieurs fois tout en demeurant dans la région qui l'inspirait particulièrement, mettant sur toile nombre de ses paysages et cela durant plus de trois décennies.
À près de 90 ans, il quitte Xhoris pour résider à Tilff puis à Liège. Il meurt à l'Hospice du Valdor (Liège) le 13 février 1974 à l'âge de 94 ans.

## Poésie
Les paysages, les fermes et châteaux de la région de Xhoris et Ferrières ainsi que les natures mortes furent souvent au menu de ses toiles.
Il lui arrivait d'ajouter un petit poème au revers de ses peintures comme celui-ci à propos de la chapelle de Fanson à Xhoris :
Petite chapelle esseulée

Le peintre est aussi le passant

Et dans ces lieux si reposants

Sur sa toile, il vous a fixée.
Comme l'a souligné R.Pasquasy, président du centre culturel de Xhoris «en appliquant sa peinture, des vers légers se pressent dans sa tête qui illustreront ses tableaux comme une écharpe de brume souligne un paysage...»
Autre poésie : voir Tilleul des Lognards.

## Hommage
Les journées du patrimoine lui étaient consacrées en 2011 à Xhoris.